# Дом шёлка
«Дом шёлка» (англ. The House of Silk, 2011) — роман о приключениях детектива-консультанта Шерлока Холмса, написанный английским писателем Энтони Горовицем и опубликованный 1 ноября 2011 года в Северной Америке, Европе и России.
Книга посвящена другу писателя Джеффри С. Джозефу. Роман переведён на русский язык М. А. Заготом в 2011 году и издан в издательстве «Слово». По утверждению издателей, это первый роман о Холмсе, одобренный фондом наследия Конан Дойля.

## Структура романа
Роман поделён на 20 глав, пролог и эпилог. В книге две сюжетные линии, тесно переплетённые между собой. 
Повествование ведётся от лица доктора Ватсона. По сюжету, оно написано им после смерти Шерлока Холмса и опубликовано по желанию автора только через 100 лет.

## Сюжет
События книги происходят с ноября 1890 по январь 1891 года.
К Шерлоку Холмсу обращается владелец картинной галереи Эдмунд Карстерс. Он рассказывает историю о «банде в кепках» - ирландских головорезах, промышляющих грабежами в Бостоне. В ходе ограбления поезда ими были уничтожены несколько картин. Для поисков бандитов был нанят частный детектив Билл Макпарленд, который вскоре вышел на след преступников и провёл зачистку их логова. Однако судьба одного из бандитов осталась неясна — среди убитых не было тела Килана О’Донахью. Спустя несколько недель Эдмунд Карстерс вернулся в Англию. В дороге он познакомился со своей будущей женой Кэтрин. 
Через некоторое время Карстерс замечает, что за домом наблюдает человек в кепке. На следующий день после встречи с Холмсом выясняется, что из сейфа пропали 50 фунтов стерлингов и старинное ожерелье матери, которая умерла при странных обстоятельствах. По описанию Карстерса и сведениям, полученным от инспектора Лестрейда, Шерлок Холмс выходит на след «человека в кепке», предположительно Килана О’Донахью. Дело приобретает иной оборот, когда его находят убитым в одной из гостиниц Лондона. Единственный, кто видел убийцу, это сирота Росс Диксон. Однако он пропадает, а вскоре и его находят убитым. 
Тем временем в приюте «Чорли Гранж», где недолго жил Росс, Холмс выясняет, что у Росса есть сестра Салли. При встрече она упоминает некий «Дом шёлка» и нападает с ножом на доктора Ватсона, а затем убегает. Пытаясь выяснить что-либо о «Доме шёлка», Холмс даёт объявление в газете. Вскоре к нему домой приходит некто Гендерсон, сообщающий ему, что это организация, торгующая опиумом, и её штаб находится в одной из опиумных курилен Блюгейт-Филдс. В курильне Холмса накачивают наркотиком, а затем подстраивают убийство Салли Диксон. На суде доктор Томас Экленд и лорд Хорас Блэкуотер свидетельствуют против Холмса. По обвинению Холмса до коронерского суда помещают под стражу в тюрьму Холлоуэй. Ватсон встречается с профессором Мориарти, который передаёт ему ключ от камеры Холмса. Однако Холмс, понимая, что заговорщики собираются его убить до суда, сбегает из тюрьмы без помощи Ватсона. Спустя несколько дней Холмс встречается с Ватсоном и они выходят на след «Дома шёлка». Также выясняется личность «человека в кепке» и причастность Кэтрин Карстерс к убийству матери Эдмунда и покушении на убийство Элизы, сестры Эдмунда.

### Персонажи
Помимо основных персонажей, характерных для произведений о Шерлоке Холмсе (например, доктора Ватсона, инспектора Лестрейда, Майкрофта Холмса, профессора Мориарти), персонажами «Дома шёлка» являются:
- Эдмунд Карстерс — совладелец картинной галереи «Карстерс и Финч».
- Кэтрин Карстерс — жена Эдмунда. Познакомилась с ним на океанском судне «Каталонии» по пути домой.
- Элиза Карстерс — сестра Эдмунда. Считает, что Кэтрин пытается её убить. Считает Кэтрин виновной в смерти матери.
- Росс и Салли Диксон — брат и сестра, сироты, оба убиты «Домом шёлка».
- Чарлз Фицсиммонс — владелец сиротского приюта «Чорли Гранж» и организатор притона «Дом шёлка».
- Томас Экленд, Хорас Блэкуотер — подставные свидетели убийства Салли Диксон.
- инспектор Гарриман — инспектор Скотланд-Ярда, ведущий дело об убийстве Холмсом Салли Диксон. Является одним из людей «Дома шёлка».

## Издания
1. Anthony Horowitz. The House of Silk. — Orion Books, 2011. — 304 p. — ISBN 978-1-409-13382-7. (первое издание)[4]
2. Энтони Горовиц. Новые приключения Шерлока Холмса. Дом шёлка / Перевод с англ. М. А. Загота. — М.: Слово, 2011. — 20 000 экз. — ISBN 978-5-387-00376-9.